# The Land of Jazz
The Land of Jazz è un film muto del 1920 diretto da Jules Furthman. Il regista firma anche la sceneggiatura su un suo soggetto di cui è autrice anche Barbara La Marr, famosa attrice dell'epoca. Prodotto e distribuito dalla Fox Film Corporation, il film aveva come interpreti Eileen Percy, Ruth Stonehouse, Herbert Heyes, George Fisher.

## Trama

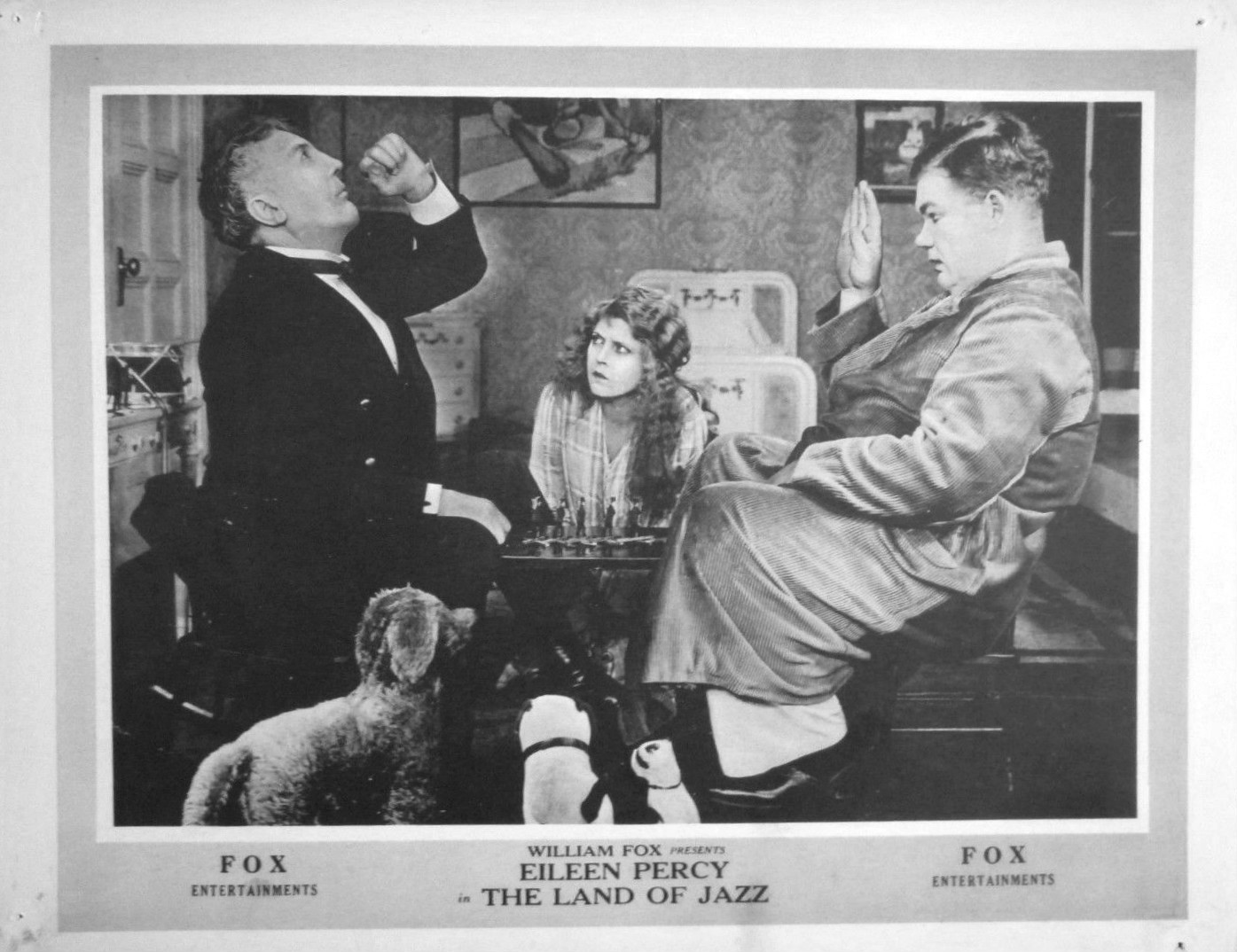

Nina e Nancy sono grandi amiche. La prima è fidanzata con De Dortain, un capitano francese, la seconda con Vane Carruthers, un medico che gestisce su un'isola una casa di cura per malati mentali. Un giorno, però, il dottore sorprende Nancy che bacia il capitano. Irritato oltretutto perché De Dortain va famoso per essere un gran baciatore, Carruthers rompe il fidanzamento. Nina, dispiaciuta per l'amica, cerca di rimediare: fingendosi un po' fuori di testa, si fa ricoverare nella casa di cura dove potrà essere a contatto con il medico che tenterà di convincere a tornare con Nancy. Nella clinica, si respira un clima allegro: i degenti si divertono e coinvolgono subito anche Nina nelle loro scorribande dentro e fuori le camere in una sorta di danza indiavolata. I buoni propositi vanno a farsi friggere e Nina e il dottore non pensano più a Nancy

Così, quando Nancy, insieme alle altre amiche, arriva alla clinica per scoprire cosa stia succedendo lì dentro, ormai è troppo tardi: la frittata è fatta. Nina e il dottore si sono innamorati e si sposeranno..

## Produzione
Il film fu prodotto dalla Fox Film Corporation.

## Distribuzione
Il copyright del film, richiesto dalla Fox, fu registrato il 28 novembre 1920 con il numero LP15881. Distribuito dalla Fox Film Corporation, il film uscì nelle sale cinematografiche statunitensi nel dicembre 1920.
Non si conoscono copie ancora esistenti della pellicola che viene considerata presumibilmente perduta.